# Hans-Georg Jaunich
Hans-Georg Jaunich (* 18. Oktober 1951 in Schwaan) ist ein ehemaliger deutscher Handballspieler und aktueller Trainer.

## Leben
Jaunich spielte in der DDR-Oberliga für den SC Empor Rostock und wurde mit dem Verein 1973 und 1978 DDR-Meister. Im Jahr 1979 konnte Rostock das Finale im Europapokal der Landesmeister erreichen, die Hansestädter verloren aber dort gegen den TV Großwallstadt. 1982 gewann Jaunich mit Empor Rostock den Europapokalsieger der Pokalsieger und wurde Vereins-Europameister. Der größte Erfolg in seiner Laufbahn gelang Jaunich mit der DDR-Nationalmannschaft, als er 1980 in Moskau bei den Olympischen Spielen Olympiasieger wurde. Hierfür wurde er mit dem Vaterländischen Verdienstorden in Silber ausgezeichnet. Insgesamt bestritt der Rechtsaußen 16 Länderspiele, in denen er 16 Tore warf. Bis zu seinem Ruhestand war Jaunich als Lehrer am Schweriner Sportgymnasium und als Handballtrainer im Jugendbereich des SV Post Schwerin tätig. Darüber hinaus betreute er  mehrere DHB-Jugendnationalmannschaften. In der Saison 2016/17 war Jaunich als Cheftrainer bei seinem Heimatverein, dem Zweitligisten HC Empor Rostock tätig. Anschließend erfolgte seine Berufung als Sportvorstand. Heute ist Jaunich Mitglied des Ältestenrats und trainiert die C-Jugend des Vereins.